# L'Année du lièvre
Pour les articles homonymes, voir Le Lièvre de Vatanen (homonymie) et Vatanen.
Pour plus de détails, voir Fiche technique et Distribution.
L'Année du lièvre (Jäniksen vuosi) est un film finlandais réalisé par Risto Jarva et sorti en 1977.

## Synopsis
À la suite d'un accident qui lui fait percuter un lièvre, Vatanen qui s'enfonce dans la forêt à sa recherche, décide alors qu'il le retrouve de ne pas retourner sur ses pas et suit le chemin nouveau qui s'ouvre devant lui. 

## Fiche technique
- Titre : L'Année du lièvre
- Titre original : Jäniksen vuosi
- Réalisation : Risto Jarva
- Scénariste : Risto Jarva : adaptation du roman d'Arto Paasilinna, Le Lièvre de Vatanen
- Directeur de la photographie : Antti Peippo
- Musique : Kopisto
- Durée : 129 minutes
- Format : Couleur
- Date de sortie :
  -  Finlande : 23 décembre 1977

## Distribution
- Antti Litja
- Kauko Helovirta
- Markku Huhtamo
- Paavo Hukkinen
- Juha Kandolin